# Camponotus repens
Camponotus repens är en myrart som beskrevs av Auguste-Henri Forel 1897. Camponotus repens ingår i släktet hästmyror, och familjen myror. Inga underarter finns listade.

## Bildgalleri

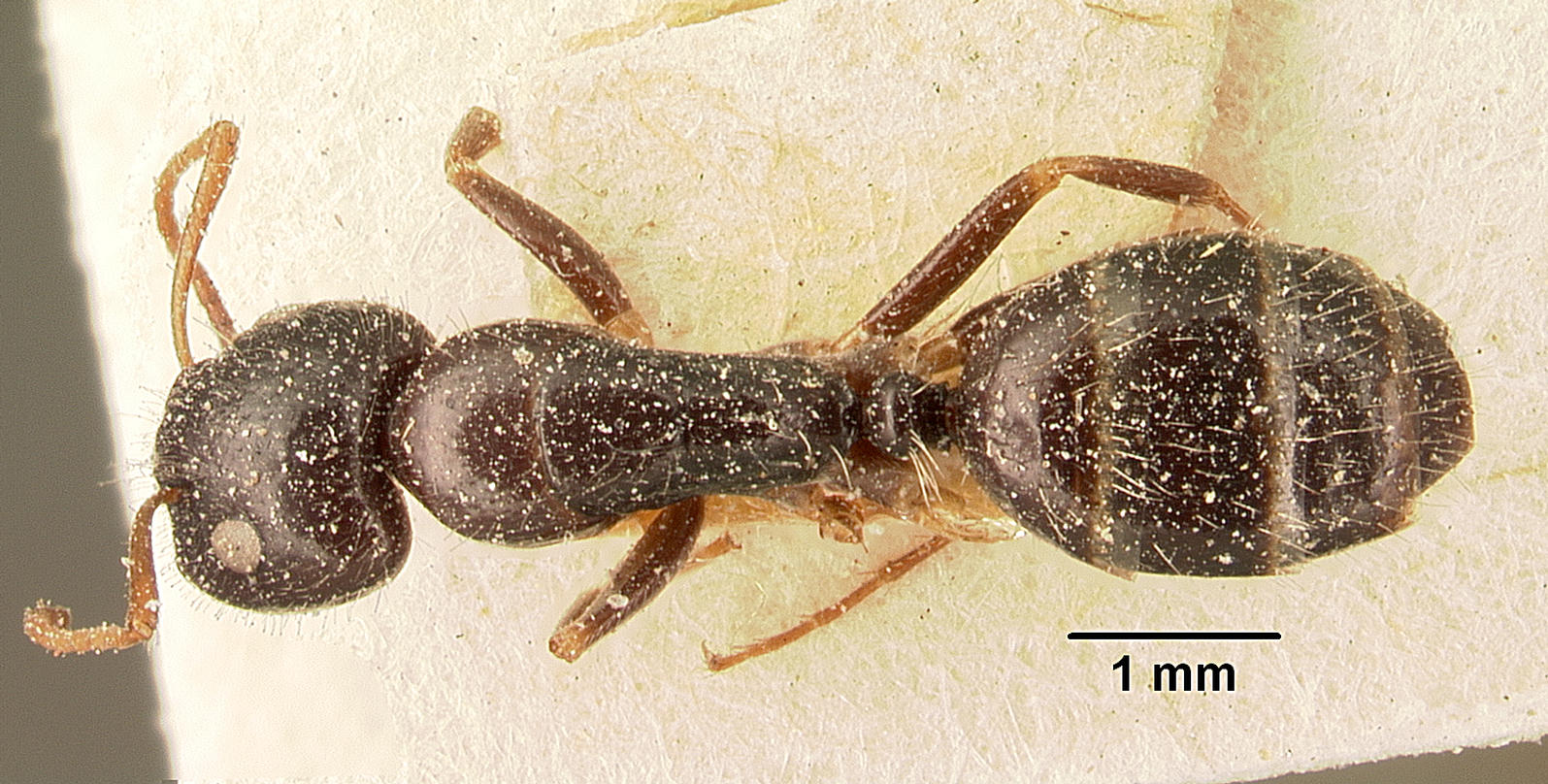
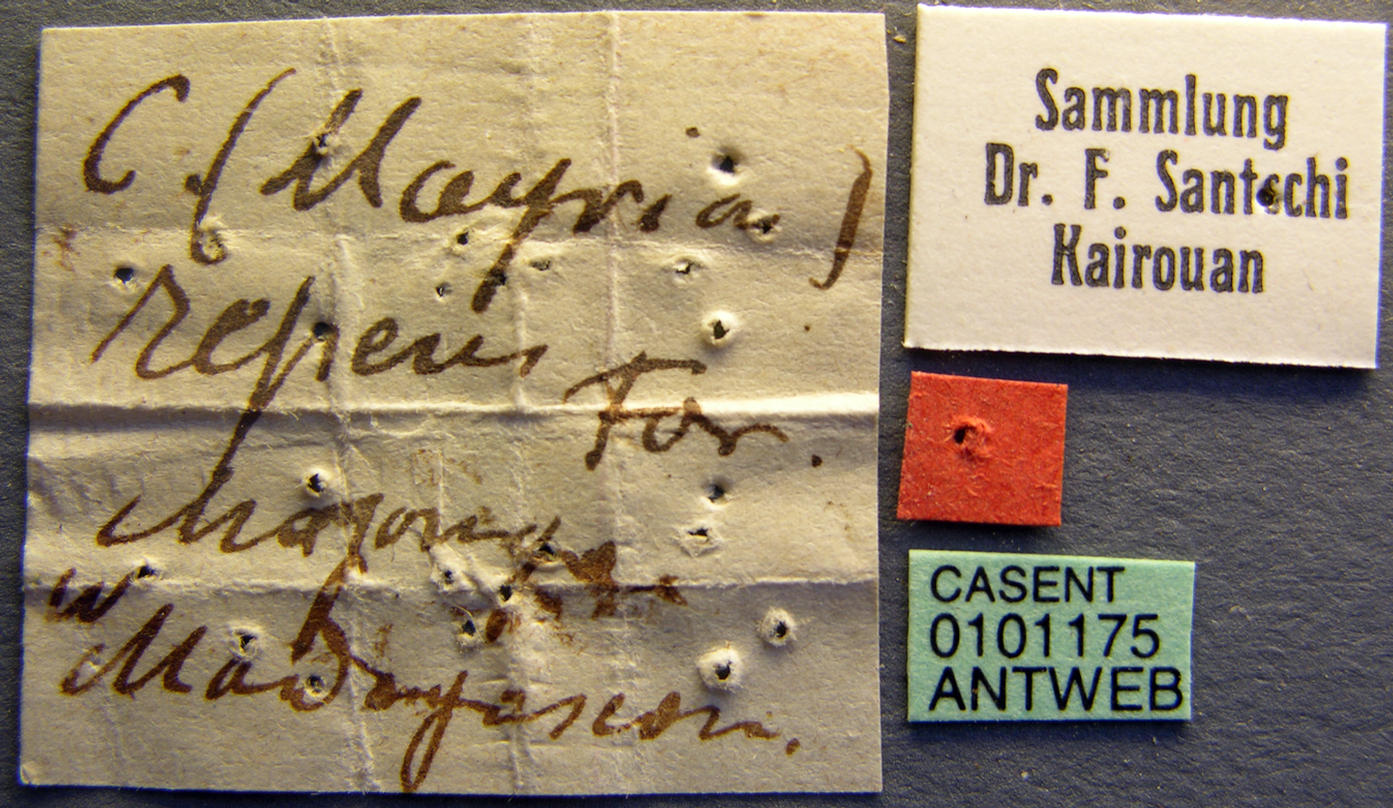
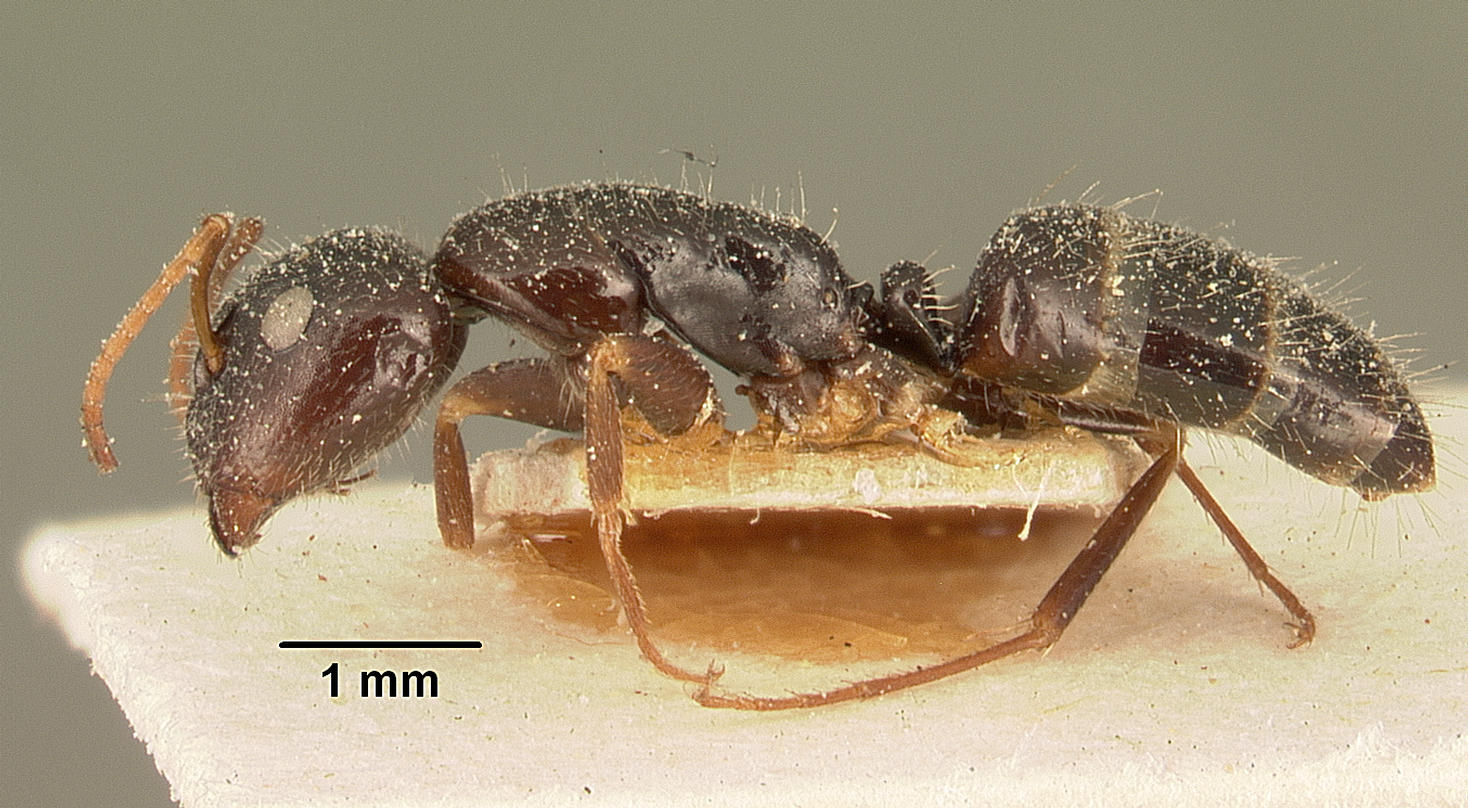
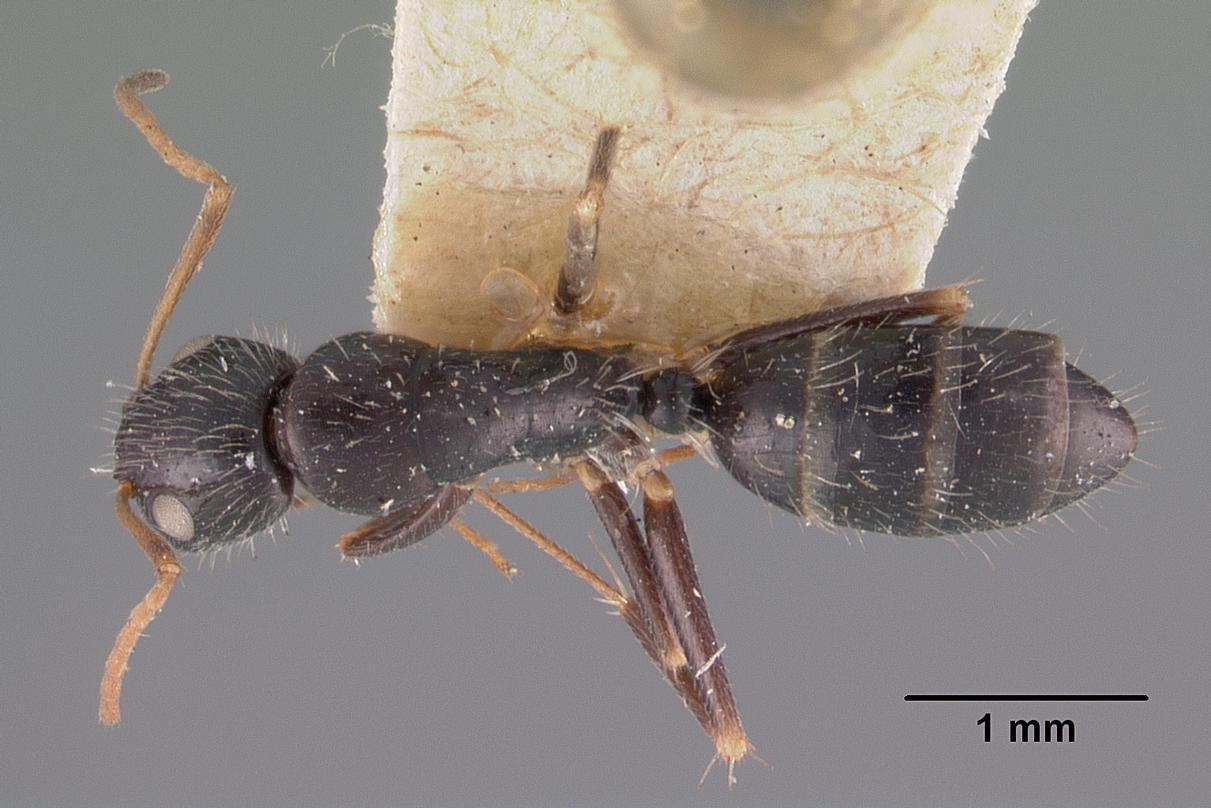
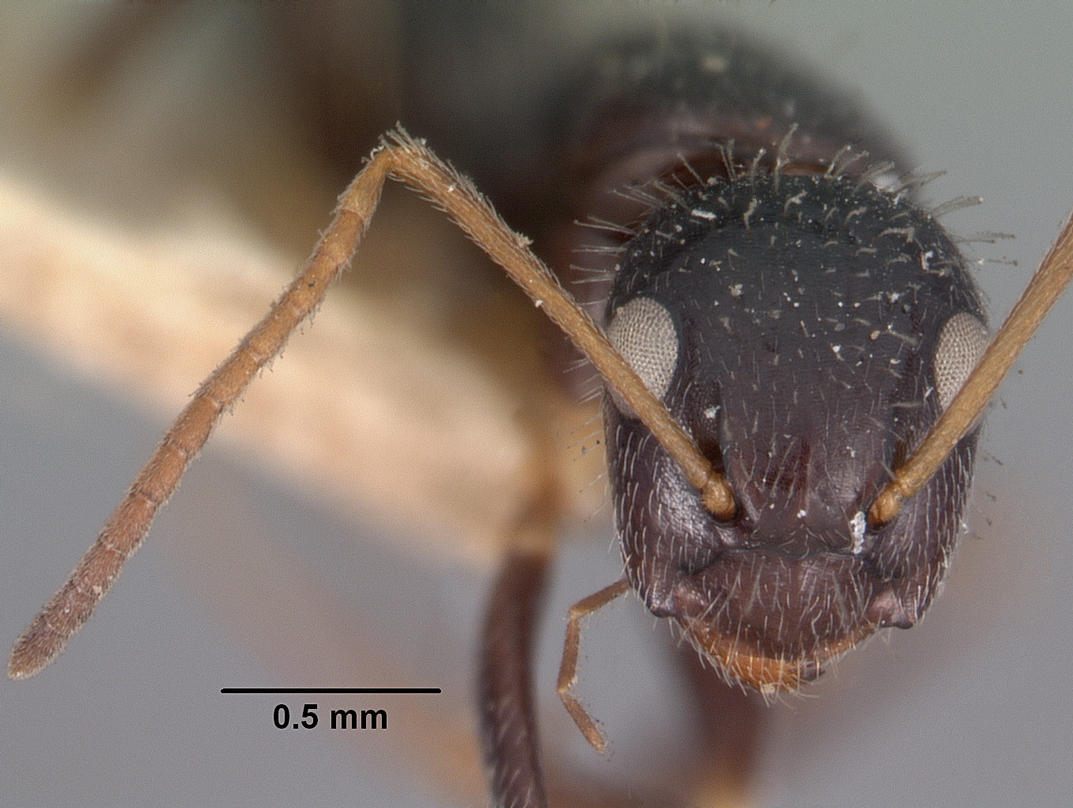
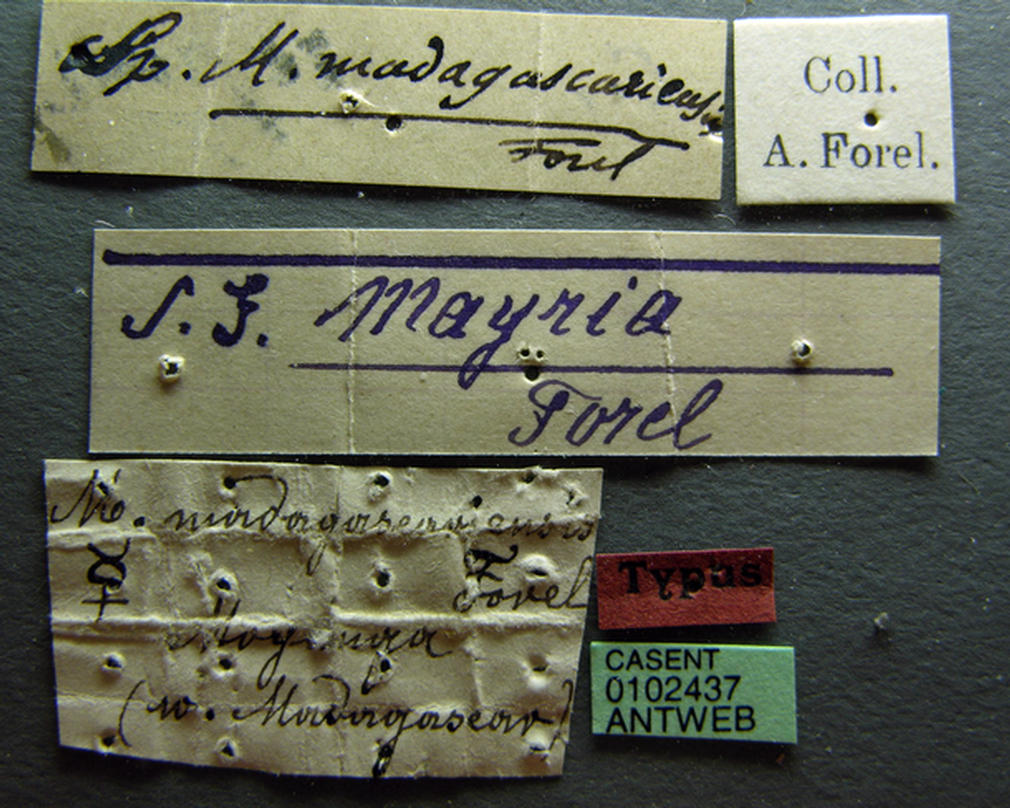